# Rubén López Cano
Rubén López Cano (Ciudad de México, 24 de diciembre de 1966) es un musicólogo especializado en áreas como la retórica musical de los siglos XVII y XVIII, la semiología musical, la musicología cognitiva filosófica, reciclaje musical desde la Edad Media hasta la era digital y la investigación artística.

## Biografía
Estudió fundamentalmente en la Universidad Nacional Autónoma de México y la Universidad de Valladolid. Dirigió TRANS, revista transcultural de Música (2004-2013). Codirige la colección ‘Instrumentos para la investigación musical’ de la SIBE, sociedad de etnomusicología. 
Pertenece a los consejos asesores de las revistas L’ESMuC digital (Barcelona); Boletín Música (Casa de las Américas, Cuba), ESCENA, Revista de las artes (Costa Rica), Música Popular em Revista (Brasil); LIS-Letra, imagen, sonido/Ciudad mediatizada (Argentina), Revista ARTilugio (Argentina), Epistemus (Argentina),Co-herencia (Colombia), Resonancias (Chile),  Vox Popular (Italia), TRANS- Revista Transcultural de Música (España) e Impar: Online Journal on Artistic Research (Portugal). 
Desde 2003 es profesor de la Escola Superior de Música de Catalunya en la que enseña estética, metodología de la investigación musicológica e investigación artística, teoría del conocimiento, retórica y semiótica musical. Colabora con diferentes instituciones, proyectos y universidades de Europa y América.

## Aportes a la musicología
A lo largo de su carrera ha mostrado intereses muy amplios en la investigación musical. Ha introducido por primera vez diversos temas de investigación musical al mundo hispano parlante. Su libro «Música y Retórica en el Barroco» sigue siendo la referencia más completa en castellano sobre el tema. Sus trabajos sobre semiótica musical son usados como textos básicos en el área. Su orientación en el estudio de la cognición musical que incorpora los recientes desarrollos de la filosofía de la mente vinculados al problema de las relaciones entre mente y cuerpo, contrasta con el discurso empirista y cientificista hegemónico en ese ámbito. Fue uno de los primeros autores en hablar de la cognición musical enactiva y de los estudiosos más críticos y propositivos sobre el concepto de affordances. Sus escritos sobre la investigación artística aportan muchos recursos metodológicos.
Destaca también su fomento a la difusión libre del conocimiento promoviendo publicaciones de libros y revistas en plataformas de acceso abierto y animando foros de discusión en línea. 

## Publicaciones

### Libros
- Música dispersa. Apropiación, influencias, robos y remix en la era de la escucha digital. Barcelona: Musikeon Books (2018).[1]
- Investigación artística en música problemas, métodos, paradigmas, experiencias y modelos. En coautoría con  Úrsula San Cristóbal. Barcelona: Fonca-Esmuc (2014).[2]
- Cómo hacer una comunicación, ponencia o paper y no morir en el intento. Un manual de autoayuda académica. Barcelona: SIbE-Sociedad de musicología (2012).
- Música y retórica en el Barroco. Barcelona: Amalgama (2012).
- De la Retórica a la Ciencia Cognitiva. Un estudio intersemiótico de los Tonos Humanos de José Marín (ca. 1618-1699). Universidad de Valladolid. (2004).
- Música Plurifocal; Conciertos de ciudades de Llorenç Barber. México: JGH. (1997).

### Ediciones
- Dossier Cognición Musical Corporeizada. Epistemus 2 (2013). Ruben López-Cano coordinador.
- Música popular y juicios de valor: una reflexión desde América Latina Caracas: Fundación Celarg(2011). Juan Francisco Sans y Rubén López Cano (eds.).
- Música, ciudades, redes: creación musical e interacción social. SIBE-Obra Social Caja Duero (2008). Rubén Gómez Muns y Rubén López Cano (eds.).
- Semiótica Musical. Número especial de la revista Tópicos del Seminario 19 (2008). Susana González Aktories y Rubén López Cano (eds.).

### Textos didácticos
- Musicología. Manual de usuario[3]
- Semiótica, semiótica de la música y semiótica cognitivo-enactiva de la música. Notas para un manual de usuario.

### Artículos (selección)
- "Hackeoontológico y entornos Metatopia: performance motora, sistemas interactivos y experiencia subjetiva" (con Alicia Peñalba). Resonancias 22/ 43 pp. 133-157; 2018.
- "BiribiriRecords o De la inteligencia en la remezcla. Entrevista a Joaquín Daglio". Letra. Imagen. Sonido. Ciudad Mediatizada. 19. Pp. 119-132, 2018.
- «Notes for a Prehistory of Mambo». En Javier F. León and Helena Simonett (eds). A Latin American Music Reader, pp. 221-49. Urbana: University of Illinois Press, 2016).
- "Mexican Sonideros: alternative bodies on streets". Inmediaciones de la comunicación 10/10, pp. 145-155; 2015.
- "Art research, music knowledge andthe contemporary crisis". Art research journal 2/ 1; 69-94; 2015.
- “Evita, el Che, Gardel y el gol de Victorino: Funciones y significados del sampleo en el tango electrónico” (con Emilia Greco), (Latin American Music Review 36:1, 2014).
- “Music and post-communist subjectivities in Cuba” en Pablo Vila (ed.), Music and Youth Culture in Latin America: Identity Construction Processes from New York to Buenos Aires (Oxford University Press, 2014, pp. 132-155).
- “Las Músicas de Bety la fea” (con María Zuazu), Latin American Music Rewiew 34:2, 2014, pp. 1-24.
- “Spanish Popular Music through Latin American eyes” en Silvia Martínez y Héctor Fouece (eds.), Made in Spain (Routledge, 2013, pp. 187-195).